# Maurice Wilkins
Maurice Hugh Frederick Wilkins, CBE (Pongaroa, 15 de dezembro de 1916 —Londres, 5 de outubro de 2004) foi um  Biofísico neozelandês. Seus pais vieram da Irlanda; seu pai, Edgar Henry Wilkins era um médico na School Medical Service e era muito interessado em pesquisas mas teve poucas oportunidades para fazer. Casou-se com Patricia Ann Chidgey em 1959; eles têm uma filha Sarah e um filho George. Foi agraciado com o Nobel de Fisiologia ou Medicina de 1962, juntamente com Francis Crick e James Watson, por suas contribuições na descoberta da estrutura em dupla hélice do DNA, que foram baseadas no trabalho de Rosalind Franklin.[1]

## Educação
Quando tinha seis anos, Wikings mudou-se para a Inglaterra e estudou na King Edward’s School,, Birmingham. Ele estudou física na St. John’s College, Cambridge, graduando em 1938. Então, ele foi para a Birmingham University, onde ele tornou-se assistente de pesquisa do Dr. J.T. Randall no Departamento de Física. Ele estudou a luminescência dos sólidos. Ele obteve uma Ph.D. em 1940, sua tese, sendo principalmente, num estudo de estabilidade térmica de elétrons presos em fósforos, e na teoria de fosforescência, em termos de elétrons presos com continuas distribuição de profundas armadilhas. Ele então aplicou essas ideias a vários problemas de guerra, tais como a melhoria das telas de tubo de raios catódicos para radar. Depois, ele trabalhou sob orientação do Professor M.L.E. Oliphant no isolamento espectrógrafo de massa de isótopos de urânio para usar em bomba e um pouco depois, mudou-se de Birminghamm para o Manhattan Project em Berkeley, Califórnia, onde seus estudos continuaram. Em Cambridge, ele recebeu o seu primeiro treinamento em cristalografia de raios-X, uma técnica que ele usaria mais tarde para estudar as fibras de DNA. 
High School: Escola do rei Edward, Birmingham, Inglaterra.
Universidade BS Física da Faculdade de St. John
Universidade de Cambridge  (1938)
PhD Física, Universidade de Birmingham (1940)

## Projeto Manhattan
Em 1945, quando a guerra acabou, ele foi professor de física na St. Andrews University, Scotland, onde o professor J.T.Randall estava organizando estudos biofísicos. Ele passou sete anos em uma pesquisa de física e agora em biofísica. O projeto de biofísica mudou em 1946 para o King’s College, Londres, onde ele era membro da equipe do recém-formado Medical Research Council Biophysics Unit. Ele estava preocupado em primeiro lugar com efeitos genéticos de ultrassom; após um ou dois anos, ele mudou de pesquisa para o desenvolvimento de refletir microscópios para o estudo de micro espectrofotometria ultravioleta de ácidos nucleicos em células. Ele também estudou a orientação das purinas e pirimidinas em vírus do mosaico do tabaco e em ácidos nucleicos, através da medição do dicroísmo ultravioleta de espécimes orientados, e estudou, com o microscópio de polarização da luz visível, a disposição de partículas de vírus em cristais de TMV e medido massa seca em células com microscópios de interferência. Ele então começou os estudos de difração de raios-X de DNA e de esperma cabeças. A descoberta dos padrões bem definidos levou ao funcionamento decorrentes da estrutura molecular do DNA. Mais estudos com raios-X estabeleceu a justeza da proposta Watson-Crick para a estrutura do DNA.

## Conflito
Em meados da década de 1940, ambos os cientistas mudaram-se para King’s College London, onde Wilkins foi capaz de obter uma imagem, através de difração de raios-x, de fibras de ácido desoxirribonucleico, produzindo, assim, a primeira imagem de DNA molecular cadeias. Wilkins se tornou Diretor Assistente da Unidade de Pesquisa Médica do Conselho em 1950 e diretor-adjunto em 1955. Em 1951, Randall contratado cientista Rosalind Franklin à unidade, supostamente levando-a a acreditar que ela iria dirigir a investigação sobre a DNA. Configurar uns contra os outros e que têm temperamentos diferentes, Wilkins e Franklin, em última análise não se davam bem.
Um subdepartamento de Biofísica foi formado em King’s College, e ele foi feito Professor honorário na mesma. Em 1961, um departamento cheio de Biofísica foi estabelecido. Ele foi eleito F.R.S. em 1959, recebeu o Prêmio Albert Lasker (juntamente com Watson e Crick) pela Associação Americana de Saúde Pública, em 1960, e fez Companion do Império Britânico em 1962.
Se Wilkins e Franklin tinha cooperado melhor, eles poderiam ter sido o primeiro a descobrir a estrutura do DNA. De fato, muito do modelo de Watson e Crick foi baseado em fotografias tiradas por Wilkins e Franklin. O trabalho de Wilkins foi publicado como dados de apoio ao modelo de Watson-Crick, e ele passou a fazer muito do trabalho experimental para provar o modelo correto. No entanto, Watson e Crick tornaram-se exclusivamente nomes da casa.

## Prêmio Nobel
Franklin morreu em 1958 aos 37 anos de idade. Wilkins, junto com Watson e Crick, foi agraciado com o Prêmio Nobel 1962 em Fisiologia ou Medicina. Wilkins depois fez uma variedade de trabalhos adicionais na genética, incluindo explorações de RNA. Em 1959, Wilkins casou-se com Patricia Ann Chidgey. O casal passou a ter vários filhos. Durante os anos 60 e 70, Wilkins trabalhou como professor de biologia molecular e biofísica de King’s College London, bem como tornando-se o diretor de sua unidade de MRC, aposentando-se em 1981. Conhecido por seu compromisso com a ética e humanismo na investigação, ele era também presidente da Sociedade Britânica de Responsabilidade social na revista Science por mais de duas décadas, a partir do final dos anos 60.
Em 2003, Wilkins lançou sua autobiografia The Third Man da dupla hélice. Ele morreu no ano seguinte, em 6 de outubro de 2004, em Londres, Inglaterra.
```
   Prêmio Nobel de Medicina de 1962 (com Francis Crick e James Watson)
```

## Autor do Livro
The Third Man of the Double Helix (2003, memoir)